# الحوت 54
54 الحوت (بالإنجليزية: 54 Piscium)‏ هو نجم قزم برتقالي يبعد حوالي 36 سنة ضوئية عن الأرض ويقع في كوكبة الحوت. في عام 2002، تأكد وجود كوكب خارجي يدور حول نجم، وفي عام 2006، تم اكتشاف قزم بني أيضا يدور حوله.

## مكونات النجم

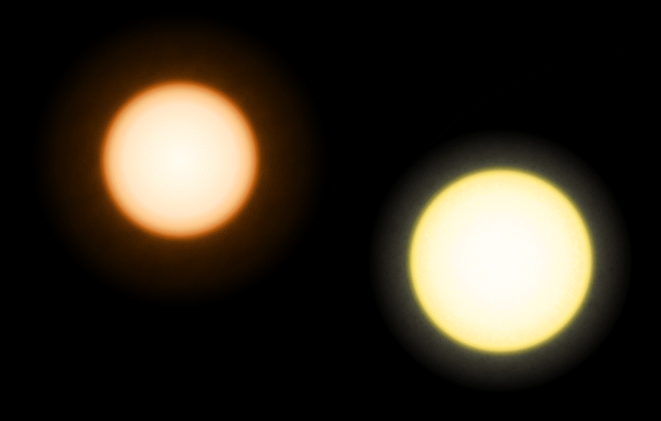
على اليسار نجم الحوت 54 و الشمس على اليمين للمقارنة

تسمية 54 الحوت نشأت في فهرس النجوم للعالم الفلك البريطاني جون فلامستيد، نشر لأول مرة في 1712. النجم له قدر ظاهري 5.86، ويمكن لمحه بالعين المجردة تحت ظروف مناخية مناسبة، يعتبر من تصنيف K0V، مع الطبقة لمعان V مما يدل انه من نجوم النسق الأساسي التي توليد طاقتها في النواة من خلال الإندماج النووي الحراري من الهيدروجين إلى هيليوم. درجة الحرارة الفعالة للالفوتوسفير تصل 4788.85 C° مئوية  تعطيه لونا برتقالي تمتاز به نجوم من نوع-K .
تدل الحسبات أن النجم حجمه قد يكون 76 %  من كتلة الشمس و 46 % من لمعانها. وتم تحديد نصف قطره مباشرتا من قياس التداخل ووجد انه94 %نصف قطر الشمس باستخدام مصفوفة شارا. مدار النجم يستغرق حوالي 40.2 يوما ليكتمل. وعمره حوالي 6.4 بليون سنة.

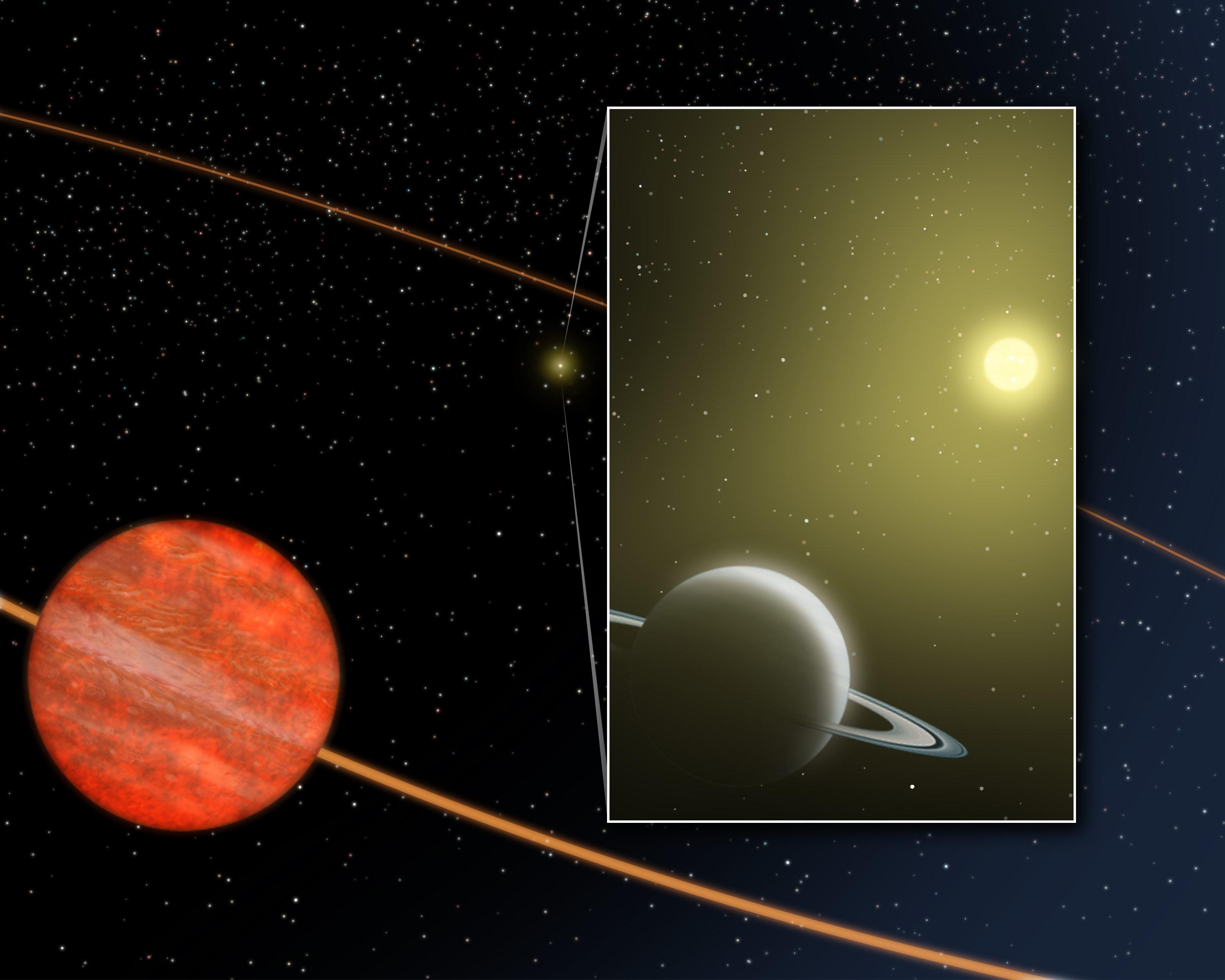
تصور فني للقزم البني (54 الحوت B) والكوكب (54 الحوت b) القريب من نجمة.

في عام 2006، أظهرت صورة مباشرة ل54 الحوت أن له رفقاء. أقزم بنية بتسمية 54 الحوت-A و 54 الحوت-B ويرجح أنها «أقزم بنية من الميثان» من النوع الطيفي "T7.5V". تألق هذا الكائن الشبه نجم يوحي بأن لديه كتلة من 0.051 بالنسبة لكتلة الشمس (50 مرة من كتلة كوكب المشتري) و 0.082 مرة نصف قطر الشمس. على غرار النجم جليسي 570 D، وبالرغم من أنه قزم بني لكنه يمتلك درجة حرارة سطحيه تقدر حوالي 810 K (537 °C).
عندما صور 54 Piscium B مباشرة من قبل وكالة ناسا بواسطة مقراب سبيتزر الفضائي، تبين أن القزم البني يبعد نحو 476 وحدة فلكية عن النجم الأم، ونجم 54 Piscium B هو أول قزم بني اكتشف حوله كواكب خارجية (استنادا من بيانات السرعة الشعاعية).

## نظام كوكبي
تدور النجم في الميل 83+7
−56 درجة بالنسبة إلى الأرض.
في 16 يناير 2002، أعلن فريق من علماء الفلك (بقيادة جيف مارسي) اكتشاف كوكب خارجي (سمى 54 الحوت B) في فلك النجم 54 الحوت. وقد تم تقدير كتلة الكوكب بحدود 20 في المئة من كوكب المشتري (الكوكب يقارب حجم وكتلة زحل).
الكوكب يدور حول نجمه على مسافة 0.28 وحدة فلكية (مسافة مدار عطارد)، ويستغرق حوالي 62 يوما لإكمال دورته. وقد افترض أن الكوكب يشارك الميل مع النجم لأن كتلته تقارب كتلة النجم، العديد من «كواكب مشتري حار» معروفة بأنها تحرف محور نجومها.
الكوكب لديه انحراف مداري حوالي 0.63. المدار البيضاوي الغريب والحاد طرح فكرة وجود كائن كبير الحجم غير مرئي بعيدا عن النجم يسحب في الكوكب إلى خارج مداره. تم التحقق من سبب واكتشف القزم البني داخل النظام.
الكوكب الشبيهة بالأرض تحتاج أن تكون في مدار يبعد عن نجمها على الأقل 0.68 وحدة فلكية (حوالي المسافة المدارية لكوكب الزهرة)، وهو ما يعني في نظام كبلر فترة مدارية 240 يوما.
| رفيق (بترتيب النجوم) | كتلة | نصف محور (AU) | الفترة المدارية (يوم) | انحراف        | ميلان | نق |
| -------------------- | ---- | ------------- | --------------------- | ------------- | ----- | -- |
| b                    | —    | 0.296 ± 0.017 | 62.206 ± 0.021        | 0.618 ± 0.051 | —     | —  |